# Karl Juvan
Karl Juvan (* 9. November 1891 in Weiz; † 21. Dezember 1970 in Wien) war ein österreichischer Politiker während des Austrofaschismus.

## Leben
Juvans Eltern waren der Lokomotivführer Franz Juvan (1862–1945) und Maria geb. Kašmann (* 1860). Juvan folgte 1912 seinem Vater in die k.k. Staatsbahnen. 1914 wurde er Adjunkt, zunächst in Unterdrauburg und ab 1916 in Klagenfurt. 1919 heiratete er Johanna Ehrlich (1892–1928), mit der er einen Sohn bekam. 1921 wurde er zum Revidenten befördert und vor 1934 zum Oberrevidenten der nunmehrigen BBÖ. Nach dem Tod seiner ersten Frau heiratete er 1929 Maria Vogler (1907–1983), mit der er ebenfalls einen Sohn bekam.
1941 bekam Juvan in Wien einen unehelichen Sohn. Nach seinem Tod ebenda 1970 wurde er auf dem Klagenfurter Zentralfriedhof beigesetzt.

## Politik
Seine politische Karriere begann im März 1934, als er für den Heimatblock den ausgeschlossenen Walter Lakomy im 15. Kärntner Landtag ersetzte. Er wurde Mitglied des Verfassungs- und des Immunitätsausschusses. Im November wurde er als Landesrat Mitglied der Landesregierung Sucher. 1938 leitete er die Abteilung II, in der die Agenden Gesundheit, Fürsorge und Zivilschutz gebündelt waren, und wurde er als Stellvertreter im Vorsitz des Kuratoriums für den Abwehrkämpferfonds und Kuratoriumsmitglied für die Winterhilfe genannt. In dieser Zeit war er auch stellvertretender Landesführer der Vaterländischen Front, Landesführer des Heimatschutzes und Reserveleutnant in der Frontmiliz. 1938 wurde er weiters als Beirat der Kärntnerischen Landes-Brandschaden-Versicherungsanstalt genannt. Der Anschluss beendete seine politische Karriere und mutmaßlich seine Klagenfurter Lebensspanne. Danach ist er nur noch in Wien genannt.